# Casa M. Araceli Fabra i Puig
La Casa M. Araceli Fabra i Puig és una obra modernista de Barcelona protegida com a Bé Cultural d'Interès Local.

## Descripció
Edifici d'habitatges construït en l'eix dels carrers Sants i Sant Medir entre els anys 1903 i 1905. Modelat a partir de la forma arrodonida d'una gran columna anellada a la cantonada unint les dues façanes. L'estructura en alçat de l'edifici planta baixa, quatre pisos, golfes i terrat. La columna és esculpida en relleu tant a la planta baixa com al terrat coronat per un pinacle en espiral. Les façanes són decorades amb elements ornamentals modernistes com les cornises amb mènsules de formes orgàniques o els forjats dels arrodonits balcons. La tècnica que es va fer servir a la decoració exterior és l'estuc encintat.